# الكسندر هاو
الكسندر هاو هو قاضي وسياسي كندي، ولد في 19 ديسمبر 1749، وتوفي في 9 يناير 1813. انتخب عضو مجلس نواب نوفا سكوتيا.